# Ayotzintla
Ayotzintla är en ort i Mexiko.   Den ligger i kommunen Santiago Tuxtla och delstaten Veracruz, i den sydöstra delen av landet, 400 km öster om huvudstaden Mexico City. Ayotzintla ligger 358 meter över havet och antalet invånare är 339.
Terrängen runt Ayotzintla är kuperad, och sluttar västerut. Runt Ayotzintla är det ganska tätbefolkat, med 139 invånare per kvadratkilometer. Närmaste större samhälle är San Andres Tuxtla, 13,3 km sydost om Ayotzintla. Omgivningarna runt Ayotzintla är en mosaik av jordbruksmark och naturlig växtlighet.